# Cúp quốc gia Scotland 1963–64
Cúp quốc gia Scotland 1963–64 là mùa giải thứ 79 của giải đấu bóng đá loại trực tiếp uy tín nhất Scotland. Chức vô địch thuộc về Rangers khi đánh bại Dundee trong trận Chung kết.

## Vòng Một
| Đội nhà          | Tỉ số | Đội khách             |
| ---------------- | ----- | --------------------- |
| Aberdeen         | 5 – 2 | Hibernian             |
| Ayr United       | 3 – 2 | Inverness Thistle     |
| Berwick Rangers  | 5 – 2 | St Cuthbert Wanderers |
| Celtic           | 3 – 0 | Eyemouth United       |
| Dumbarton        | 4 – 0 | Raith Rovers          |
| Dundee United    | 0 – 0 | St Mirren             |
| Forres Mechanics | 3 – 6 | Dundee                |
| Kilmarnock       | 2 – 1 | Gala Fairydean        |
| Montrose         | 1 – 1 | Alloa Athletic        |
| Greenock Morton  | 0 – 0 | Cowdenbeath           |
| Stenhousemuir    | 1 – 5 | Rangers               |
| Stirling Albion  | 1 – 1 | Brechin City          |
| Stranraer        | 2 – 1 | Third Lanark          |

### Đá lại
| Đội nhà        | Tỉ số | Đội khách       |
| -------------- | ----- | --------------- |
| Brechin City   | 5 – 1 | Stirling Albion |
| Cowdenbeath    | 1 – 4 | Greenock Morton |
| St Mirren      | 2 – 1 | Dundee United   |
| Alloa Athletic | 3 – 2 | Montrose        |

## Vòng Hai
| Đội nhà              | Tỉ số | Đội khách          |
| -------------------- | ----- | ------------------ |
| Aberdeen             | 1 – 1 | Queen’s Park       |
| Albion Rovers        | 4 – 3 | Arbroath           |
| Alloa Athletic       | 1 – 3 | Airdrieonians      |
| Brechin City         | 2 – 9 | Dundee             |
| Buckie Thistle       | 1 – 3 | Ayr United         |
| Clyde                | 2 – 2 | Forfar Athletic    |
| Dunfermline Athletic | 7 – 0 | Fraserburgh        |
| East Fife            | 0 – 1 | East Stirlingshire |
| Falkirk              | 2 – 2 | Berwick Rangers    |
| Hamilton Academical  | 1 – 3 | Kilmarnock         |
| Greenock Morton      | 1 – 3 | Celtic             |
| Motherwell           | 4 – 1 | Dumbarton          |
| Partick Thistle      | 2 – 0 | St Johnstone       |
| Queen of the South   | 0 – 3 | Hearts             |
| Rangers              | 9 – 0 | Duns               |
| St Mirren            | 2 – 0 | Stranraer          |

### Đá lại
| Đội nhà         | Tỉ số | Đội khách |
| --------------- | ----- | --------- |
| Berwick Rangers | 1 – 5 | Falkirk   |
| Forfar Athletic | 3 – 2 | Clyde     |
| Queen’s Park    | 1 – 2 | Aberdeen  |

## Vòng Ba
| Đội nhà            | Tỉ số | Đội khách            |
| ------------------ | ----- | -------------------- |
| Aberdeen           | 1 – 2 | Ayr United           |
| Celtic             | 4 – 1 | Airdrieonians        |
| Dundee             | 6 – 1 | Forfar Athletic      |
| East Stirlingshire | 1 – 6 | Dunfermline Athletic |
| Kilmarnock         | 2 – 0 | Albion Rovers        |
| Motherwell         | 3 – 3 | Hearts               |
| Rangers            | 3 – 0 | Partick Thistle      |
| St Mirren          | 0 – 1 | Falkirk              |

### Đá lại
| Đội nhà | Tỉ số | Đội khách  |
| ------- | ----- | ---------- |
| Hearts  | 1 – 2 | Motherwell |

## Tứ kết
| Đội nhà              | Tỉ số | Đội khách  |
| -------------------- | ----- | ---------- |
| Dundee               | 1 – 1 | Motherwell |
| Dunfermline Athletic | 7 – 0 | Ayr United |
| Falkirk              | 1 – 2 | Kilmarnock |
| Rangers              | 2 – 0 | Celtic     |

### Đá lại
| Đội nhà    | Tỉ số | Đội khách |
| ---------- | ----- | --------- |
| Motherwell | 2 – 4 | Dundee    |

## Bán kết
| Dundee | v | Kilmarnock |
| ------ | - | ---------- |
|        |   |            |

| Rangers | v | Dunfermline Athletic |
| ------- | - | -------------------- |
|         |   |                      |

## Chung kết
| Rangers          | v | Dundee  |
| ---------------- | - | ------- |
| Millar , · Brand |   | Cameron |

### Đội bóng
| RANGERS:               |  |                  |
|                        |  |                  |
| GK                     |  | Billy Ritchie    |
| RB                     |  | Bobby Shearer    |
| LB                     |  | David Provan     |
| RH                     |  | John Greig       |
| CH                     |  | Ronnie McKinnon  |
| LH                     |  | Jim Baxter       |
| RW                     |  | Willie Henderson |
| IR                     |  | George McLean    |
| CF                     |  | Jimmy Millar     |
| IL                     |  | Ralph Brand      |
| LW                     |  | Davie Wilson     |
| ’‘‘Huấn luyện viên:’’’ |  |                  |
| Scot Symon             |  |                  |

| DUNDEE:                |  |                |
|                        |  |                |
| GK                     |  | Bert Slater    |
| RB                     |  | Alex Hamilton  |
| LB                     |  | Bobby Cox      |
| RH                     |  | Bobby Seith    |
| CH                     |  | George Ryden   |
| LH                     |  | Alex Stuart    |
| RW                     |  | Andy Penman    |
| IR                     |  | Alan Cousin    |
| CF                     |  | Kenny Cameron  |
| IL                     |  | Alan Gilzean   |
| LW                     |  | Hugh Robertson |
| ’‘‘Huấn luyện viên:’’’ |  |                |
| Bob Shankly            |  |                |